# Айрес, Мауро
Мауро Габриэль Айрес (исп. Mauro Gabriel Airez; род. 26 октября 1968, Вероника, Аргентина) — аргентинский профессиональный футболист, нападающий. Он принимал участие в летних Олимпийских играх 1988 года, а также выступал за сборную Аргентины.

## Клубная карьера
Айрес родился в Буэнос-Айресе и стал игроком «Химнасии» в возрасте 18 лет, недолгое время выступал за молодёжную команду, прежде чем дебютировать за основную команду. Мауро помог команде занять пятое место в сезоне 1987/88 и, проведя более 50 матчей в лиге за два сезона, попал в национальную олимпийскую сборную.
В 1989 году он перешёл в «Архентинос Хуниорс», пробыв там всего один сезон, попал в сборную Аргентины и играл вместе с Марадоной, Симеоне и Редондо. В 1991 году он недолгое время выступал за «Индепендьенте», прежде чем перейти в итальянскую команду «Бари» год спустя.
«Бари» (за который Айрес не сыграл ни одного матча) намеревался отправить его в Португалию, поэтому Мауро попросил совета у Эктора Ясальде, и тот сказал ему, что он должен поехать. Его первый сезон в команде «Белененсеш» прошёл во втором дивизионе, где он забил одиннадцать голов, что стало лучшим результатом в его карьере.
После шести сезонов 27-летний игрок присоединился к «Бенфике» в декабре 1995 года, сыграв первый матч 12 января 1996 года. Он появлялся эпизодически в течение 18 месяцев, которые он провёл там, выступая в качестве замены для таких игроков, как Донизете или Вальдир; его самое большое достижение был финал Кубка Португалии 1996 года, в котором «Бенфика» победила «Спортинг» со счетом 3-1, а Айрес забил первый гол.
В 1997 году он перешёл в «Эштрелу», помог команде занять восьмое место в сезоне 1997/98 и закончил свою карьеру год спустя в «Эшторил-Прайя» в возрасте 31 года.

## Достижения
«Бенфика»
- Обладатель Кубка Португалии: 1995/96

## Статистика
| Матчи Айреса за сборную Аргентины | Матчи Айреса за сборную Аргентины | Матчи Айреса за сборную Аргентины | Матчи Айреса за сборную Аргентины | Матчи Айреса за сборную Аргентины | Матчи Айреса за сборную Аргентины | Матчи Айреса за сборную Аргентины |
| №                                 | Дата                              | Оппонент                          | Счёт                              | Голы Паредеса                     | Соревнование                      |                                   |
| --------------------------------- | --------------------------------- | --------------------------------- | --------------------------------- | --------------------------------- | --------------------------------- | --------------------------------- |
| 1                                 | 10 марта 1989                     | Колумбия                          | 0:1                               | 0                                 | Товарищеский матч                 |                                   |
| 2                                 | 12 сентября 2018                  | Чили                              | 1:1                               | 1                                 | Товарищеский матч                 |                                   |
| 3                                 | 12 сентября 2018                  | Мексика                           | 0:2                               | 0                                 | Товарищеский матч                 |                                   |

Итого: 3 матча / 1 гол; 0 побед, 1 ничьия, 2 поражения
| Матчи и голы Мауро Айреса за олимпийскую сборную Аргентины | Матчи и голы Мауро Айреса за олимпийскую сборную Аргентины | Матчи и голы Мауро Айреса за олимпийскую сборную Аргентины | Матчи и голы Мауро Айреса за олимпийскую сборную Аргентины | Матчи и голы Мауро Айреса за олимпийскую сборную Аргентины | Матчи и голы Мауро Айреса за олимпийскую сборную Аргентины | Матчи и голы Мауро Айреса за олимпийскую сборную Аргентины |
| №                                                          | Дата                                                       | Соперник                                                   | Счёт                                                       | Голы Айреса                                                | Карточки                                                   | Соревнование                                               |
| ---------------------------------------------------------- | ---------------------------------------------------------- | ---------------------------------------------------------- | ---------------------------------------------------------- | ---------------------------------------------------------- | ---------------------------------------------------------- | ---------------------------------------------------------- |
| 1                                                          | 18 сентября 1988                                           | США                                                        | 1:1                                                        | —                                                          | —                                                          | Олимпийские игры 1988. Групповой этап                      |
| 2                                                          | 7 августа 2008 года                                        | СССР                                                       | 1:2                                                        | —                                                          | —                                                          | Олимпийские игры 1988. Групповой этап                      |
| 3                                                          | 22 сентября 1988                                           | Республика Корея                                           | 2:1                                                        | —                                                          | —                                                          | Олимпийские игры 1988. Групповой этап                      |
| 4                                                          | 25 сентября 1988 года                                      | Бразилия                                                   | 0:1                                                        | —                                                          | —                                                          | Олимпийские игры 1988. 1/4 финала                          |

Итого: 4 матча / 0 голов; 1 победа, 1 ничья, 2 поражения